# Puerto Aldea
Puerto Aldea es una pequeña localidad chilena con estatus de caleta pesquera ubicada al sur de la Playa Grande de Tongoy, en la IV Región de Coquimbo, Chile. Sus coordenadas son 30°17′31″S 71°36′32″O / -30.29194, -71.60889.

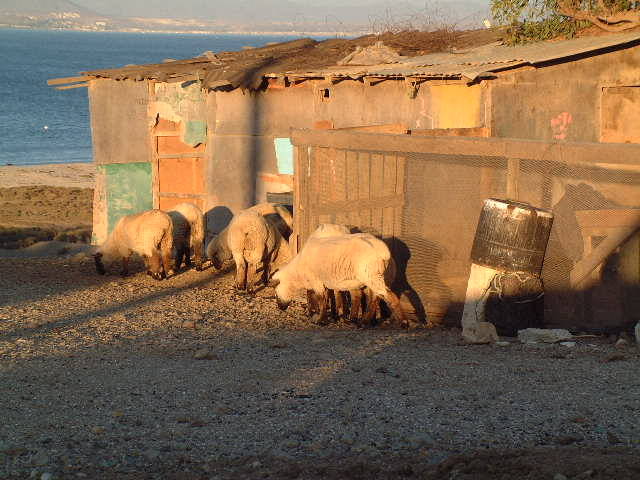
Paisaje de Puerto Aldea.

Habitada esporádicamente desde mediados del siglo XIX, al establecerse la Hacienda El Tangue se convierte en un pequeño asentamiento de pescadores artesanales. Los terrenos fueron pasados a manos de la Armada de Chile donde se estableció un faro y una pequeña estación naval. Tiene una población cercana a las 50 personas, que viven principalmente de la producción y venta de quesos de cabra y ostiones. Sin embargo la principal y más importante ocupación es la pesca artesanal.
Durante muchos años los barcos de la flota de guerra chilena, recalaban en esta localidad, antes y después de sus entrenamientos en los ejercicios UNITAS. 
El año 2002, en los recintos navales se llevó a cabo la destrucción de las unidades de minas que poseía el Ejército y la Armada, en aplicación del Tratado de Ottawa. Ese mismo año, el expresidente de Chile Ricardo Lagos inauguró un nuevo y amplio muelle fiscal con el fin de apoyar las labores extractivas de los pescadores locales. La base de servicios sociales se encuentra en Tongoy, distante a unos 25 km, por un hermoso camino costero, en el cual, durante la primavera austral, se produce el hermoso espectáculo del desierto florido.
A dos kilómetros al norte se ubican los Humedales de Pachingo (también llamados de Tongoy), que son un área protegida por el Ministerio de Bienes Nacionales de Chile como zona de protección. Protegida por la Convención de Ramsar, es un excelente lugar para la observación de aves.